# چنار: داستان عشق
چنار: داستان عشق (به هندی: Chinar: Daastaan-E-Ishq) یا صنوبر: داستان عشق (به انگلیسی: Poplar: A story of love) فیلمی هندی محصول سال ۲۰۱۵ و به کارگردانی شریک مینهاج است. در این فیلم بازیگرانی همچون فیصل خان، عنایت شارما، دالیپ تاهیل و شهباز خان ایفای نقش کرده‌اند.